# Adam Druks
Adam Druks (hebr. ‏אדם דרוקס‎, ur. 1930 w Oświęcimiu, zm. 2006 w Kefar Weradim) – izraelski archeolog i działacz społeczny polskiego pochodzenia, wieloletni prezes Związku byłych Mieszkańców Oświęcimia w Izraelu.

## Życiorys
Urodził się w Oświęcimiu. Był synem adwokata i radnego miejskiego dra Iro Druksa i Łucji Lieberman, córki Joachima Liebermana, współwłaściciela i dyrektora założonej w 1888 roku Fabryki Papy Dachowej Emil Kuźnicki w Oświęcimiu. Tuż przed wybuchem wojny wyjechał z matką na wschód. W 1942 roku, przez Związek Radziecki i Azję dotarł wraz z rodziną do Palestyny. Tam ukończył studia na Wydziale Archeologii Uniwersytetu Hebrajskiego w Jerozolimie. Następnie przez 30 lat pracował jako archeolog w Departamencie Archeologii Starożytnej w izraelskim Ministerstwie Kultury i Edukacji. Uczestniczył w wielu ekspedycjach archeologicznych m.in. w Tyberiadzie, Masadzie i Wzgórzach Golan. W latach 1947–49 służył w 1 i 4 batalionie formowanych wówczas Sił Obronnych Izraela.
Przez wiele lat, aż do śmierci, był prezesem Związku byłych Mieszkańców Oświęcimia w Izraelu. Wielokrotnie odwiedzał Polskę, brał udział w utworzeniu Centrum Żydowskiego w Oświęcimiu oraz odnowieniu tamtejszej synagogi. Starał się „mentalnie oddzielić” pojęcie Oświęcim, jako polskiego miasta, w którym od wieków mieszkali Żydzi, od niemieckiego Auschwitz, jako miejsca zagłady.